# コマンドキー

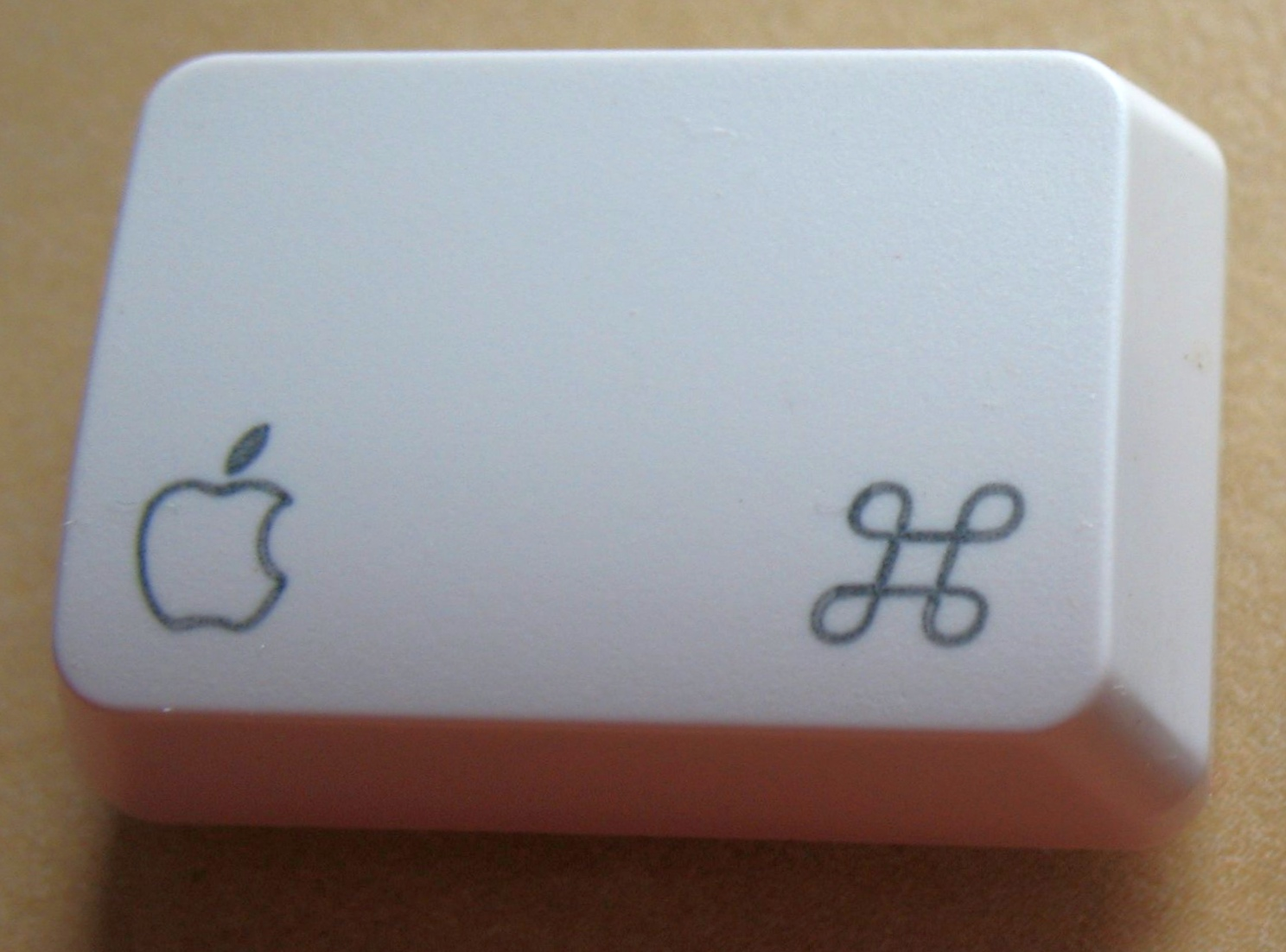
2007年以前のマークおよびAppleロゴマークが印字されたコマンドキー

コマンドキーは、MacやiPad、NewtonなどのApple製ハードウェア用キーボードに備わる修飾キーの一つである。1980年のApple IIIで登場した。
スペースキーの左右に配置され親指で押しやすく、他のキーと合わせて同時に押し下げることで、さまざまなコマンドを送信できる。Classic Mac OSやmacOSにおいて軸足のような存在であり、快適に操作するには欠かせない。
1984年のMacの登場以降、キートップには、⌘（コマンド）マークが刻印されている。またAppleロゴマークも刻印されていたが、2007年8月7日にAppleから発表されたキーボードには、Appleロゴマークの刻印は削除されている（削除理由についてはMac (コンピュータ)#ハードウェアを参照）。なお、NeXTのハードウェアもコマンドキーを備えた（"Command" と刻印され、スペースバーの下に配置されていた）。

## 使用例
以下の例は、多くのアプリケーションで使用できる機能である（例外あり）。
| ⌘ Cmd+A          | すべてを選択                 |
| ⌘ Cmd+C          | 〔選択項目の〕コピー         |
| ⌘ Cmd+F          | 検索                         |
| ⌘ Cmd+H          | アプリケーションを隠す       |
| ⌘ Cmd+I          | 情報を見る                   |
| ⌘ Cmd+M          | 最小化                       |
| ⌘ Cmd+N          | 新規ウインドウ、新規〔書類〕 |
| ⌘ Cmd+O          | ファイルを開く               |
| ⌘ Cmd+Q          | 〔アプリケーションの〕終了   |
| ⌘ Cmd+S          | 保存                         |
| ⌘ Cmd+⇧ Shift+S  | 別名で保存                   |
| ⌘ Cmd+W          | ウインドウを閉じる           |
| ⌘ Cmd+X          | 〔選択項目の〕カット         |
| ⌘ Cmd+V          | 〔カーソル位置に〕ペースト   |
| ⌘ Cmd+Z          | 元に戻す                     |
| ⌘ Cmd+,          | 環境設定                     |
| ⌘ Cmd+?          | ヘルプ                       |
| ⌘ Cmd+F1         | 次のウインドウを手前に表示   |
| ⌘ Cmd+⇧ Shift+F1 | 前のウインドウを手前に表示   |

※これらの用法はコンピュータに動作させる機能を表す英語の単語の頭文字が選択されていて、一般的な制御文字の動作とは無関係であることに留意されたい。

## 複数の項目の選択
MacでのFinder上でコマンドキーを押しながら項目をクリックすることで、シフトキーと同様に複数の項目を選択することが可能になる。ただ、コマンドキーを使用した場合、シフトキーを使用する場合とは異なり、範囲ではなく、クリックした項目のみが選択される。Macでコントロールキーを押しながらクリックすると、右クリックと同じ動作をする。

## マークの由来
⌘（コマンド）マークは、初代Mac開発時のデザイナーであったスーザン・ケアが、記号辞典の中から北欧の史跡などを示す交通標識に使われる記号を見つけ採用した。開発段階ではAppleロゴマークが使われていたが、コマンドキー表示としてAppleロゴマークが連なるメニューを見たスティーブ・ジョブズが自社ロゴを濫用していると感じ、別のマークにするよう指示した。

## MacでPC用キーボードを使用する方法
MacでPC用キーボードを使用する際には、Windowsキーをコマンドキーとして使用する。
Windowsキーが搭載されていないキーボードを使用する場合は、いくつかの修飾キーの位置を入れ替えて使用する（Mac OS X v10.4 Tiger以降）。

## コントロールキー（Windows OS)
Windows系OSでは Mac のコマンドキーを採用せず、その機能をほぼコントロールキーで置き換えた。
なお、Macのコントロールキーの機能は、Unix系ソフトウェアの操作、テキスト上のカーソル移動操作、2ボタンマウスのエミュレーション、ことえりに代表されるインプットメソッドの操作などで多用されるが、Windows系OSではこれらの機能を採用しなかった。